# エディナンシ・シルバ
エディナンシ・シルバ（Edinanci Fernandes da Silva 1976年8月23日- ）はブラジルのパライバ州出身の柔道選手。階級は78kg級。身長175cm。

## 人物
両性具有として生まれたが、女性として競技に参加することを望んだために、オリンピックでのセックスチェックに抵触しないように90年代半ばに手術を施したことにより、女性として認められたという経緯を持つ。
1996年のアトランタオリンピック72kg超級では初戦で阿武教子と対戦して、開始僅か30秒の内股で破る金星を挙げた。この試合で阿武は生まれて初めて立ち技での一本負けを喫することになった。しかし、2回戦でロシアのスベトラーナ・グンダレンコに有効で敗れると、敗者復活戦でもドイツのヨハンナ・ハーグンに有効で敗れて7位となった。翌年になって階級を72kg級に下げると、世界選手権では準々決勝でキューバのディアデニス・ルナに有効で敗れるが、その後敗者復活戦を勝って3位となった。
2000年のシドニーオリンピック78kg級では、記者会見の場でシルバのことをしきりにﾞ彼"呼ばわりしたオーストラリアのナタリー・ジェンキンスを2回戦において背負投で破ったものの、続く3回戦では中国の唐琳に技ありで敗れると、敗者復活戦でもイタリアのエマヌエーラ・ピエラントッツィに注意で敗れて再び7位にとどまった。2003年の世界選手権では準決勝でキューバのユリセル・ラボルデに指導2で敗れたものの、3位決定戦ではオランダのクラウディア・ズウィールスを内股返で破って、世界選手権で2度目の3位となった。
2004年のアテネオリンピックでは3回戦でフランスのセリーヌ・ルブランにGSに入って指導1で敗れると、敗者復活戦でもイタリアのルチア・モリコに技ありで敗れて3度7位にとどまることになった。2007年に地元ブラジルのリオデジャネイロで開催された世界選手権では準々決勝で中澤さえに指導2で敗れると、敗者復活戦でも中国の楊秀麗に指導1で敗れて7位に終わった。
2008年の北京オリンピックでは2回戦でスペインのエステル・サンミゲルに指導1で敗れるが、その後敗者復活戦を勝ち上がるものの、3位決定戦で韓国の鄭敬美に上四方固で敗れて5位となり、ついにオリンピックではメダルを獲得できずに終わった。

## 主な戦績
72kg超級の戦績
- 1995年 - 福岡国際　3位
- 1996年 - オランダ国際　2位
- 1996年 - イギリス国際　3位
- 1996年 - アトランタオリンピック　7位

72kg級の戦績
- 1997年 - オーストリア国際　優勝
- 1997年 - ドイツ国際　3位
- 1997年 - オランダ国際　3位
- 1997年 - 南米柔道選手権大会　優勝
- 1997年 - パンナム選手権　3位
- 1997年 - 世界選手権　3位

78kg級の戦績
- 1999年 - パンアメリカン競技大会　優勝
- 2000年 - フランス国際　優勝
- 2000年 - オーストリア国際　3位
- 2000年 - 南米柔道選手権大会　78kg級　優勝　無差別　優勝
- 2000年 - シドニーオリンピック　7位
- 2003年 - パンナム選手権　優勝
- 2003年 - パンアメリカン競技大会　優勝
- 2003年 - 世界選手権　3位
- 2004年 - ブルガリア国際　3位
- 2004年 - パンナム選手権　優勝
- 2004年 - アテネオリンピック　7位
- 2006年 - パンナム選手権　優勝
- 2007年 - ドイツ国際　優勝
- 2007年 -チェコ国際　3位
- 2007年 - パンナム選手権　優勝
- 2007年 - パンアメリカン競技大会　優勝
- 2007年 - 世界選手権　7位
- 2008年 - パンナム選手権　2位
- 2008年 - 北京オリンピック　5位